# Paola Ramírez
Paola Andreína Ramírez Gómez (26 de julio de 1993-San Cristóbal, estado Táchira, Venezuela, 19 de abril de 2017) fue una estudiante venezolana de la Universidad Católica de Táchira asesinada durante las protestas en Venezuela de 2017.

## Asesinato
El miércoles 19 de abril de 2017, durante la Madre de todas las marchas, Paola se encontraba en las inmediaciones de la Plaza Las Palomas del barrio San Carlos en San Cristóbal, cuando fue interceptada por colectivos que patrullaban en virtud de las manifestaciones que se estaban llevando a cabo en la zona. Los sujetos intentaron despojarla de sus pertenencias, y al salir corriendo fue impactada por un proyectil que le perforó los pulmones.
El 21 de abril, durante su funeral, sus padres fueron detenidos por la policía forense del Cuerpo de Investigaciones Científicas, Penales y Criminalísticas e interrogados tras sus comentarios de que ella los había llamado minutos antes de su muerte, afirmando que los colectivos la perseguían. Su testimonio contrastó con la declaración del ministro del Interior, Néstor Reverol, quien dijo que un miembro de un partido de oposición mató a Ramírez. Iván Alexis Pernía Pérez fue detenido por el asesinato de Paola Ramírez.

### Reacciones
El asesinato de Paola Ramírez fue documentado en un reporte de un panel de expertos independientes de la Organización de los Estados Americanos, considerando que podía constituir un crimen de lesa humanidad cometido en Venezuela, al igual que los demás asesinatos durante las protestas.